# Beauce (Québec)
Pour les articles homonymes, voir Beauce.
La Beauce est une région naturelle et historique du Québec.
Occupant une importante partie de la région administrative de Chaudière-Appalaches, elle n'a pas de frontières fixes, mais englobe grossièrement la vallée de la rivière Chaudière. Elle est particulièrement renommée pour son dynamisme économique, notamment en lien avec la vivacité de l'entrepreneuriat, ainsi que pour ses produits agroalimentaires, comme le sirop d'érable qu'elle produit tous les printemps.

## Histoire

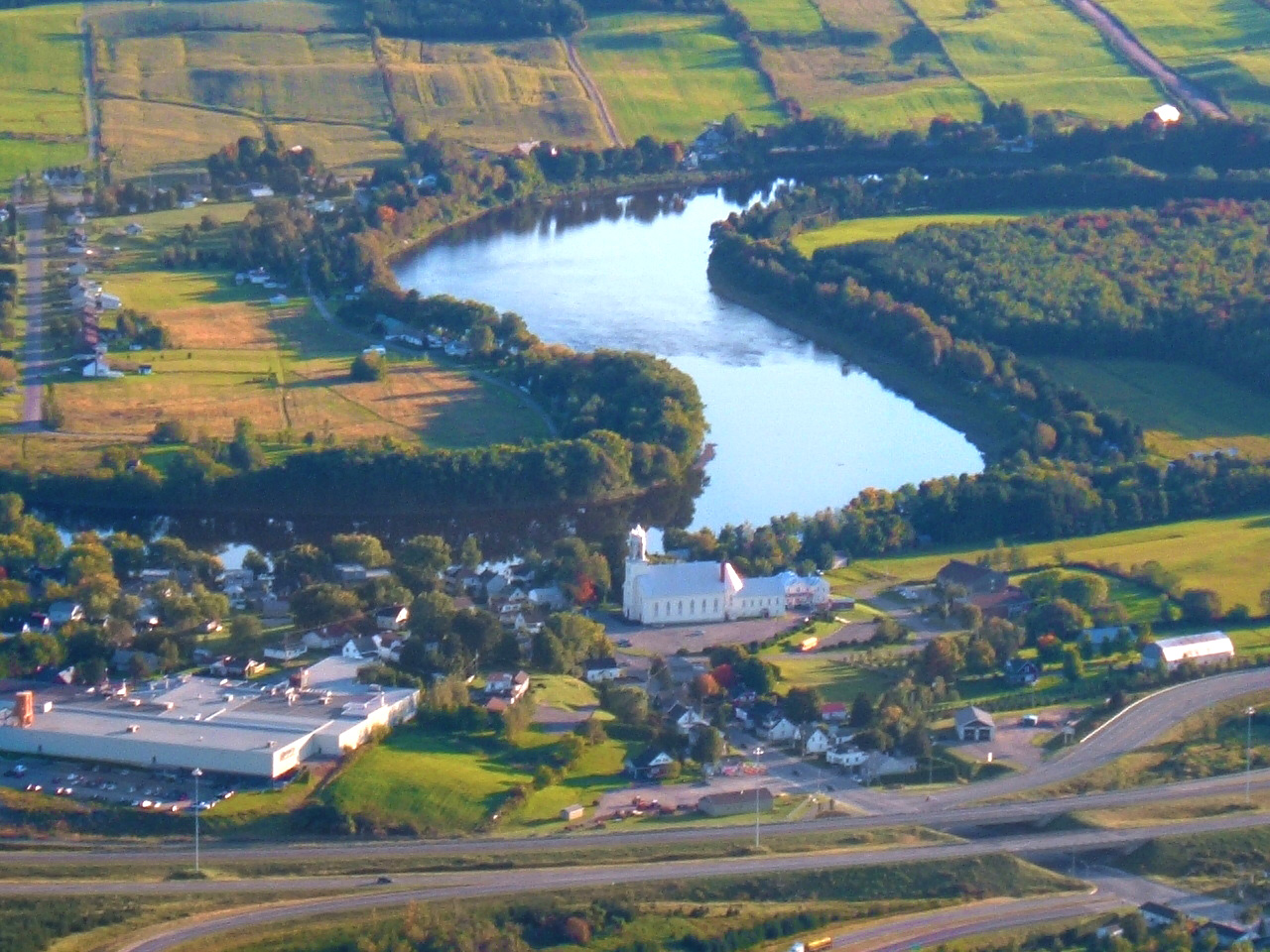
Vue aérienne de la rivière Chaudière.

Drapeau de la Beauce.

Avec la vallée du Richelieu, la Beauce est l'un des premiers foyers de population québécois à naître à l'intérieur des terres. Sa colonisation plutôt hâtive, au XVIIIe siècle, est rendue nécessaire par la saturation en population des premières seigneuries fondées autour de Québec, riveraines du fleuve. Le gouvernement de la Nouvelle-France entreprend donc la création de nouvelles seigneuries le long de la vallée de la Chaudière, une plaine assez importante et près de la capitale. La région est nommée Beauce en référence à la Beauce française, plaine céréalière du centre de la France.

## Géographie
S'étendant sur les deux rives de la rivière Chaudière, elle forme un long couloir à peu près triangulaire bordé, au sud, par la frontière de l'État américain du Maine, à l'ouest, par les MRC de Lotbinière, Les Appalaches et Le Granit, à l'est, par les MRC Les Etchemins et de Bellechasse et, au nord, par la région de la Capitale-Nationale, Québec. La rivière Chaudière qui coule en son centre a créé au fil de milliers d'années une vallée qui confère à la Beauce un cachet bien spécial.

## Économie
La Beauce affiche une économie variée et dynamique pouvant passer du secteur agricole à l'industrie lourde et exportatrice. Le groupe Canam, spécialisé dans la fabrication de poutres de métal, situé à Saint-Gédéon-de-Beauce, compte parmi ses plus grandes entreprises. L'autre compagnie fondée par Marcel Dutil, Manac, fait aussi partie de ses entreprises très importantes. Elle offre plus de 700 emplois aux gens de la Beauce. D'autre part, les fameuses pâtisseries Vachon ont été produites pour la première fois à Sainte-Marie au début du XXe siècle.

## Gentilé
Le gentilé donné aux habitants de la Beauce est Beaucerons et Beauceronnes. Aux premiers temps de la colonie, les Beaucerons qui venaient « en ville » à Québec vendre leurs produits devaient franchir cours d'eau et marais et, forcément, se salissaient les jambes. Le surnom de jarrets noirs leur a été ainsi attribué, expression qui a traversé les époques et qui est parfois utilisée encore de nos jours malgré son évidente désuétude.

« Quand les anciens Beaucerons arrivaient à Lévis ou à Québec pour vendre leurs produits, ils étaient tout crottés et boueux car ils avaient traversé des terrains marécageux ; depuis ce temps on les appelle les “Jarrets noirs” »

— Le Parler populaire de la Beauce

## Personnalités beauceronnes
- Marius Barbeau, premier ethnologue canadien.
- Édouard Lacroix, industriel et homme politique.
- Jesse Bélanger, hockeyeur.
- Gilles Bernier, homme politique.
- Étienne Robichaud, inventeur.
- Maxime Bernier, homme politique.
- Guy Bolduc, journaliste.
- Joseph Bolduc, notaire, homme politique et président du Sénat du Canada.
- Langis Caron, pilote de course automobile.
- Roch Carrier, romancier, dramaturge et auteur de contes.
- William Chapman, écrivain et poète.
- Robert Cliche, homme politique et avocat.
- Fabien Cloutier, comédien
- Jean-Marc Cormier, écrivain
- Lisa-Marie Breton-Lebreux, hockeyeuse et cofondatrice de la CWHL
- Sandra Couture, joueuse de soccer.
- François-Xavier Dulac, homme politique.
- Marcel Dutil, homme d'affaires.
- Clément Fecteau, évêque.
- Hélène Grégoire, comédienne.
- Fidel Lachance, artiste.
- Maxime Landry, chanteur et gagnant de Star Académie.
- Daniel Lessard, analyste politique, puis romancier.
- Jean Maheux, artiste.
- André Mathieu, romancier.
- Clermont Pépin, compositeur.
- Jacques Poulin, romancier.
- Marie-Philip Poulin, hockeyeuse.
- Jonathan Ferland, hockeyeur.
- George Pozer, marchand.
- Samuel Rancourt, journaliste.
- Fabien Roy, homme politique.
- Mathieu Roy, hockeyeur.
- Elzéar-Alexandre Taschereau, archevêque.
- Henri Elzéar Taschereau, juge en chef de la Cour suprême du Canada.
- Arcade Vachon et Rose-Anne Giroux, créateurs des gâteaux Vachon.
- Amélie Veille, auteure-compositeure interprète.
- Laurier Veilleux, poète et nouvelliste.
- Maude Veilleux, poète et romancière.
- Stéphane Veilleux, hockeyeur.
- Guillaume Cyr, comédien
- Remi Chassé, chanteur
- Guy Breton, auteur québécois de livres de mathématique
- Colette Roy-Laroche (en), mairesse de Lac-Mégantic durant la période de l'accident ferroviaire
- Clifford Miller et Emilie Ferland, propriétaires d'un zoo et connus via la série Un zoo pas comme les autres